# NUOVA STORIA
NUOVA STORIA（ヌーヴォストーリア）は、声優の清水愛が出した2ndオリジナルアルバムである。品番はLHCA-5090。

## 収録曲
1. 覚醒ビスク・ドール
  - 作詞：畑亜貴、作曲・編曲：橋本由香利
2. 記憶薔薇園
  - 作詞：畑亜貴、作曲：伊藤真澄、編曲：myu
  - テレビアニメ『鍵姫物語 永久アリス輪舞曲』エンディングテーマ
3. 針夢廃墟
  - 作詞：畑亜貴、作曲：myu、編曲：refio
4. NUOVA STORIA
  - 作詞：畑亜貴、作曲：小高光太郎・Ceui、編曲：小高光太郎
5. さよならは水の国
  - 作詞：畑亜貴、作曲・編曲：橋本由香利
6. 毒と魔女と君と嘘
  - 作詞：畑亜貴、作曲・編曲：虹音
7. 置き去りの肖像画
  - 作詞：畑亜貴、作曲・編曲：myu
8. 恋する旅行少女
  - 作詞：畑亜貴、作曲・編曲：橋本由香利
9. わたしのおしろ
  - 作詞：畑亜貴、作曲・編曲：小高光太郎
10. Arachnophobia
  - 作詞：畑亜貴、作曲：myu、編曲：refio
11. 独白珊瑚
  - 作詞：畑亜貴、作曲・編曲：虹音
12. ドッペルローゼ
  - 作詞：畑亜貴、作曲・編曲：橋本由香利